# 서울하늘숲초등학교
서울하늘숲초등학교는 대한민국 서울특별시 구로구 천왕동에 있는 공립 초등학교이다.

## 연혁
- 2019년 3월 1일 : 개교